# William Scoresby Bay
William Scoresby Bay (norw. Innfjorden) – zatoka na wybrzeżu Antarktydy Wschodniej.
Została odkryta w lutym 1936 roku przez członków jednego z rejsów badawczych (Discovery Investigations) statku RSS William Scoresby, od którego pochodzi nazwa zatoki (sam statek nazwano na cześć XIX-wiecznego badacza Arktyki, Williama Scoresby’ego). Zatoka ma długość ok. 8 km i szerokość ok. 5,5 km, jej brzegi tworzą strome skaliste przylądki i wolne od śniegu wzgórza o wysokości do 210 metrów. Na północ od stałego lądu, na przedłużeniu jej wschodniego i zachodniego brzegu, znajdują się grupy wysp, które wydłużają zatokę o ponad 6 km. Oddziela Ziemię Kempa od Ziemi Mac Robertsona.